# Nick Chinlund
Zareh Nicholas "Nick" Chinlund (Nueva York, 18 de noviembre de 1961) es un actor de teatro, cine y televisión estadounidense más conocido por su participación en la segunda y séptima temporada de la serie de televisión X-Files, y más específicamente en los capítulos "Irresistible" y "Orison" respectivamente, como el asesino en serie  Donnie Pfaster.

## Biografía
Chinlund cursó sus estudios primarios en la Friends Seminary del Bajo Manhattan, trasladándose más tarde a Albany, Nueva York para participar en un programa de baloncesto en la Albany High School. Luego pretendía continuar su afición en el baloncesto en la Universidad de Brown, además de especializarse en historia, sin embargo, lo abandona por una lesión en el hombro.
Ha participado en películas como Tears of the Sun (2003) con Bruce Willis, Con Air (1997) con Nicolas Cage, The Chronicles of Riddick (2004) con Vin Diesel y dirigido por David Twohy,  quien también lo dirigió en Below (2002), y Ultravioleta (2006) con Milla Jovovich.
Además, ha trabajado en proyectos de cine independiente como A Brother's Kiss (1997) —donde también participó como productor ejecutivo—, Chutney Popcorn (1999), Amy's Orgasm (2001), Goodnight Joseph Parker (2004) y Sinner (2007), por la que fue galardonado en la categoría «Mejor actor» en el Brooklyn Arts Council International Film & Video Festival.

## Filmografía
| Año                | Título                               | Rol                                            | Notas |
| ------------------ | ------------------------------------ | ---------------------------------------------- | ----- |
| 1990               | The Ambulance                        | Hugo                                           |       |
| 1992               | Lethal Weapon 3                      | Hatchett                                       |       |
| 1993               | Daybreak                             | Commander                                      |       |
| 1993               | Joshua Tree                          | Deputy Tomay                                   |       |
| 1994               | Unveiled                             | Jeremy Avery                                   |       |
| 1994               | Bad Girls                            | O'Brady, de la Agencia de Detectives Pinkerton |       |
| 1994               | Red Shoe Diaries 4: Auto Erotica     |                                                |       |
| 1994               | X Files (Irresistible)               | Donnie Pfaster                                 |       |
| Reform School Girl | Dr. Ted Meeks                        |                                                |       |
| 1995               | Letter to My Killer                  | Nick Parma                                     |       |
| 1996               | Eraser                               | Nick Calderon agente de la WITSEC              |       |
| 1997               | Mr. Magoo                            | Bob Morgan                                     |       |
| 1997               | Rough Riders                         | Frederick Remington                            |       |
| 1997               | Con Air                              | William 'Billy Bedlam' Bedford                 |       |
| 1997               | A Brother's Kiss                     | Lex                                            |       |
| 1998               | Frogs for Snakes                     | Iggy                                           |       |
| 1999               | Chutney Popcorn                      | Mitch                                          |       |
| 1999               | Resurrection                         | Dr. Jake Sandler                               | TV    |
| 2000               | Once in the Life                     | Mike Murphy                                    |       |
| 2000               | Something Sweet                      | Lee                                            |       |
| 2000               | Auggie Rose                          | Vendedor                                       |       |
| 2001               | Training Day                         | Tim                                            |       |
| 2001               | Amy's Orgasm                         | Matthew Starr                                  |       |
| 2002               | 100 Mile Rule                        | Paul                                           |       |
| 2002               | Below                                | Jefe                                           |       |
| 2003               | Bun-Bun                              | Padre 2                                        |       |
| 2003               | Tears of the Sun                     | Michael 'Slo' Slowenski                        |       |
| 2004               | The Chronicles of Riddick: Dark Fury | Toombs                                         | Voz   |
| 2004               | The Chronicles of Riddick            | Toombs                                         |       |
| 2004               | Goodnight, Joseph Parker             | Joseph Parker                                  |       |
| 2005               | The Legend of Zorro                  | Jacob McGivens                                 |       |
| 2005               | Desperate Housewives                 | Detective Sullivan                             |       |
| 2006               | Ultravioleta                         | Vice-Cardenal Ferdinand Daxus                  |       |
| 2007               | Sinner                               | Anthony                                        |       |
| 2007               | The Fifth Patient                    | John Reilly                                    |       |
| 2008               | Ball Don't Lie                       | Anthony                                        |       |
| 2008               | Felon                                | Sgt. Roberts                                   |       |
| 2008               | The Onion Movie                      | Bryce Brand                                    |       |
| 2009               | Wyvern                               | Jake                                           |       |
| 2009               | Castle                               | Evan Mitchell                                  |       |
| 2010               | Dr. House                            | Eddie                                          |       |
| 2011               | Young Justice                        | Sportsmaster                                   | Voz   |
| 2014               | Need For Speed                       | Lejeune                                        |       |
| 2015               | Close Range                          |                                                |       |